# Paul Dorn
Paul Dorn (Hollfeld, 15 gennaio 1901 – Braunschweig, 12 luglio 1959) è stato un geologo tedesco.

## Biografia
Paul Dorn è nato nel nord della Baviera, figlio di veterinario. Ha studiato tra il 1920 e il 1924 Geologia e Mineralogia presso le Università di Erlangen, Heidelberg e l'Università di Breslavia. Nel 1929 ha conseguito l'abilitazione per insegnare a Erlangen e dal 1933 è stato docente di Geologia Applicata (e dal 1936 professore associato) a Tubinga.
Nel 1939 divenne professore presso l'Istituto di Mineralogia e Geologia del Politecnico di Brunswick e dal 1952 al 1956 ne fu Rettore.
Dorn è conosciuto come l'autore di un'opera classica sulla geologia dell'Europa centrale, mostrando un particolare interesse alla catena montuosa Giura Francone.
In Italia ha svolto ricerche nella zona mineraria di Campiglia Marittima in Toscana.